# Campeonato Europeo de Pentatlón Moderno de 2021
El XXX Campeonato Europeo de Pentatlón Moderno se celebró en Nizhni Nóvgorod (Rusia) entre el 4 y el 11 de julio de 2021 bajo la organización de la Unión Internacional de Pentatlón Moderno (UIPM) y la Federación Rusa de Pentatlón Moderno.

## Masculino

### Individual
| Puesto | Atleta        | País    | ESG | NAT | HÍP | CAR + TIR | Total |
| ------ | ------------- | ------- | --- | --- | --- | --------- | ----- |
| Oro    | Bence Kardos  | Hungría | 205 | 301 | 300 | 670       | 1476  |
| Plata  | Brice Loubet  | Francia | 235 | 286 | 293 | 647       | 1461  |
| Bronce | Bence Demeter | Hungría | 245 | 298 | 293 | 620       | 1456  |

### Equipos
| Puesto | País        | ESG | NAT | HÍP | CAR + TIR | Total |
| ------ | ----------- | --- | --- | --- | --------- | ----- |
| Oro    | Hungría     | 670 | 894 | 893 | 1923      | 4380  |
| Plata  | Francia     | 663 | 856 | 872 | 1961      | 4352  |
| Bronce | Bielorrusia | 685 | 887 | 872 | 1844      | 4288  |

### Por relevos
| Puesto | Atletas                         | País        | ESG | NAT | HÍP | CAR + TIR | Total |
| ------ | ------------------------------- | ----------- | --- | --- | --- | --------- | ----- |
| Oro    | Giuseppe Parisi Roberto Micheli | Italia      | 225 | 315 | 300 | 655       | 1495  |
| Plata  | Yaroslau Radziuk Ilia Palazkov  | Bielorrusia | 236 | 321 | 242 | 686       | 1485  |
| Bronce | Kiril Beliakov Alexandr Lifanov | Rusia       | 236 | 320 | 265 | 655       | 1476  |

## Femenino

### Individual
| Puesto | Atleta           | País     | ESG | NAT | HÍP | CAR + TIR | Total |
| ------ | ---------------- | -------- | --- | --- | --- | --------- | ----- |
| Oro    | Ieva Serapinaitė | Lituania | 250 | 280 | 286 | 560       | 1376  |
| Plata  | Blanka Guzi      | Hungría  | 205 | 275 | 300 | 589       | 1369  |
| Bronce | Sarolta Simon    | Hungría  | 243 | 248 | 300 | 570       | 1361  |

### Equipos
| Puesto | País    | ESG | NAT | HÍP | CAR + TIR | Total |
| ------ | ------- | --- | --- | --- | --------- | ----- |
| Oro    | Hungría | 650 | 773 | 885 | 1702      | 4010  |
| Plata  | Rusia   | 615 | 817 | 833 | 1635      | 3900  |
| Bronce | Italia  | 698 | 804 | 782 | 1561      | 3845  |

### Por relevos
| Puesto | Atletas                             | País        | ESG | NAT | HÍP | CAR + TIR | Total |
| ------ | ----------------------------------- | ----------- | --- | --- | --- | --------- | ----- |
| Oro    | Volha Silkina Anastasiya Prokopenko | Bielorrusia | 267 | 287 | 300 | 576       | 1430  |
| Plata  | Maria Bockowska Natalia Dominiak    | Polonia     | 206 | 291 | 300 | 594       | 1391  |
| Bronce | Uliana Batashova Anna Buriak        | Rusia       | 226 | 292 | 293 | 571       | 1382  |

## Relevo mixto
| Puesto | Atletas                               | País     | ESG | NAT | HÍP | CAR + TIR | Total |
| ------ | ------------------------------------- | -------- | --- | --- | --- | --------- | ----- |
| Oro    | Anastasiya Chistiakova Kiril Beliakov | Rusia    | 220 | 302 | 299 | 634       | 1455  |
| Plata  | Ieva Serapinaitė Justinas Kinderis    | Lituania | 228 | 313 | 275 | 625       | 1436  |
| Bronce | Irene Prampolini Valerio Grasselli    | Italia   | 208 | 304 | 266 | 631       | 1409  |

## Medallero
| Núm. | País        | Oro | Plata | Bronce | Total |
| ---- | ----------- | --- | ----- | ------ | ----- |
| 1    | Hungría     | 3   | 1     | 2      | 6     |
| 2    | Rusia       | 1   | 1     | 2      | 4     |
| 3    | Bielorrusia | 1   | 1     | 1      | 3     |
| 4    | Lituania    | 1   | 1     | 0      | 2     |
| 5    | Italia      | 1   | 0     | 2      | 3     |
| 6    | Francia     | 0   | 2     | 0      | 2     |
| 7    | Polonia     | 0   | 1     | 0      | 1     |
|      | TOTAL       | 7   | 7     | 7      | 21    |